# Delay 1968
Delay 1968 , sau simplu Delay este un album compilație ce conține piese neincluse pe nici un album oficial al trupei Can cu vocalistul Malcolm Mooney. Include cântecul "Thief" , care , mai târziu a fost cântat live și de formația Radiohead . 

## Tracklist
1. "Butterfly" (8:20)
2. "Pnoom" (0:26)
3. "Nineteen Century Man" (4:26)
4. "Thief" (5:03)
5. "Man Named Joe" (3:54)
6. "Uphill" (6:41)
7. "Little Star of Bethlehem" (7:09)

- Toate cântecele au fost scrise de Can

## Componență
- Holger Czukay - bas
- Michael Karoli - chitară
- Jaki Liebezeit - tobe , percuție
- Irmin Schmidt - claviaturi
- Malcolm Mooney - voce